# Среда (литературный кружок)

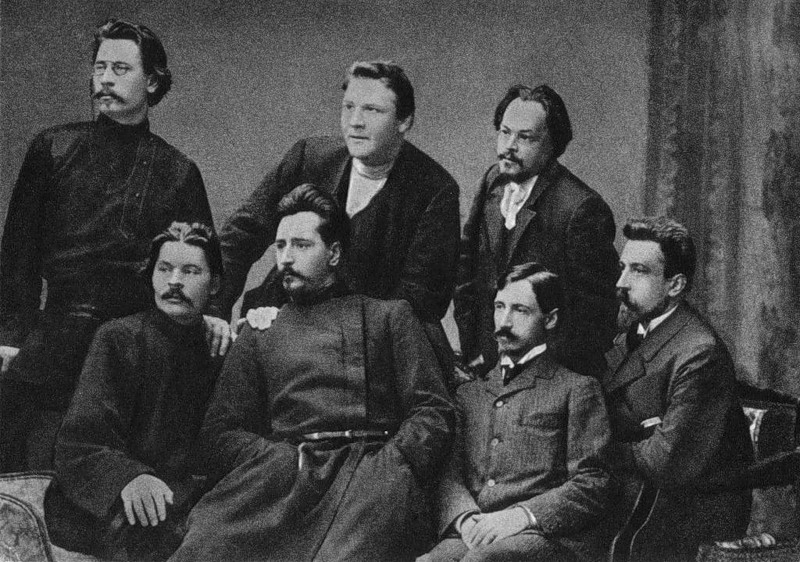
Некоторые члены кружка «Среда». В верхнем ряду (слева направо): С. Г. Скиталец (Петров), Ф. И. Шаляпин, Е. Н. Чириков. Внизу: Максим Горький, Л. Н. Андреев, И. А. Бунин, Н. Д. Телешов. Фото 1902 года.

«Среда» («Московская литературная среда») — московский литературный кружок, существовавший в 1890-х—1910-х годах. Члены этого кружка собирались по средам вначале на частных квартирах (как правило, у писателя Н. Д. Телешова).

## История
«Среда» выросла из литературного кружка «Парнас», организованного в 1883 году Телешовым и С. Д. Махаловым. Первоначально в него входили начинающие литераторы (В. С. Лысак, А. И. Слюзов, А. М. Кованько и другие), в дальнейшем так и не ставшие писателями. В 1890-х годах в состав кружка вошли братья Бунины, Сергей Глаголь, Н. И. Тимковский, В. М. Михеев. Посещали собрания кружка В. А. Гиляровский, Т. Л. Щепкина-Куперник, С. Т. Семёнов, Н. Н. Златовратский, Л. А. Хитрово. Заседания проводились по вторникам, а с 1899 года — по средам в Москве. С этого времени кружок получил новое название и ведёт свою новую историю.
В связи с тем, что жена Телешова (Елена Андреевна) была профессиональным художником и имела много знакомых в этой среде, кружок посещали многие выдающиеся художники, некоторые из которых делали зарисовки участников кружка.

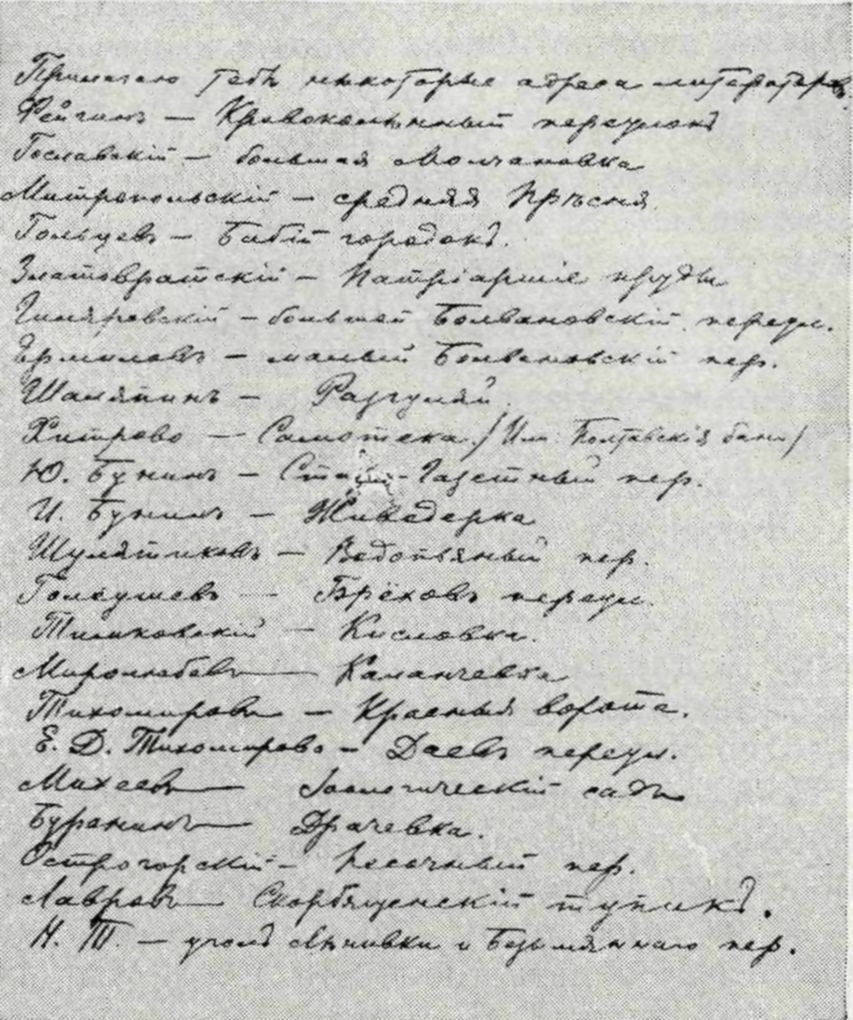
Список членов кружка «Среда» с их прозвищами-адресами

Участников кружка объединяли не эстетические или политические взгляды, а дружеские отношения. Борис Зайцев вспоминал:
…на «Среде» держались просто, дружественно; дух товарищеской благожелательности преобладал. И тогда даже, когда вещь корили, это делалось необидно. Вообще же это были московские, приветливые и «добрые» вечера. Вечера не бурные по духовной напряженности, несколько провинциальные, но хорошие своим гуманитарным тоном, воздухом ясным, дружелюбным (иногда очень уж покойным)
В октябре 1909 года отмечалось 10-летие «Среды» и 25-летие творческой деятельности Телешова. Фактически это было последнее заседание кружка. К этому времени власти стали закрывать незарегистрированные организации, и кружок зарегистрировали под новым названием, «Молодая среда», как комиссию при Московском обществе помощи литераторам и журналистам во главе с Ю. Буниным. Заседания стали проходить в помещении Литературно-художественного кружка. В «Молодую среду» вошли не только писатели Иван Шмелёв, Борис Пильняк, Алексей Толстой и др., но и художник Аполлинарий Васнецов с поэтом Михаилом Гальпериным. Новый кружок просуществовал до 1919 года.
Члены старой «Среды» объединились вокруг созданного Телешовым и Махаловым «Книгоиздательства писателей в Москве». Они продолжали собираться по 3—5 раз в год.

## Состав «Среды»
| Имя и фамилия участника             | Род деятельности                               | Кружковое прозвище                                                               | Примечания                                                                          |
| ----------------------------------- | ---------------------------------------------- | -------------------------------------------------------------------------------- | ----------------------------------------------------------------------------------- |
| Андреев, Леонид Николаевич          | Писатель                                       | Большой Ново-Проектированный переулок, Ваганьково                                |                                                                                     |
| Белоусов, Иван Алексеевич           | Поэт, писатель                                 | Пречистенка                                                                      |                                                                                     |
| Бунин, Иван Алексеевич              | Поэт, писатель                                 | Живодерка                                                                        |                                                                                     |
| Бунин, Юлий Алексеевич              | Журналист, общественный деятель                | Старо-Газетный переулок                                                          |                                                                                     |
| Васнецов, Аполлинарий Михайлович    | Художник, искусствовед                         |                                                                                  |                                                                                     |
| Вересаев, Викентий Викентьевич      | Врач, писатель, переводчик, литературовед      | Каменный мост                                                                    |                                                                                     |
| Гиляровский, Владимир Алексеевич    | Писатель, журналист                            | Большой Болвановский переулок                                                    |                                                                                     |
| Головин, Александр Яковлевич        | Художник                                       |                                                                                  |                                                                                     |
| Голоушев, Сергей Сергеевич          | Художник, художественный и театральный критик  | Брёхов переулок                                                                  |                                                                                     |
| Гольцев, Виктор Александрович       | Писатель, журналист, общественный деятель      | Девичье поле, Бабий городок                                                      |                                                                                     |
| Горький, Алексей Максимович         | Писатель, драматург                            | Хитровка                                                                         |                                                                                     |
| Гославский, Евгений Петрович        | Писатель, драматург                            | Большая Молчановка                                                               |                                                                                     |
| Ермилов, Владимир Евграфович        | Педагог, журналист                             | Малый Болвановский переулок                                                      |                                                                                     |
| Златовратский, Николай Николаевич   | Писатель                                       | Старые Триумфальные ворота, Патриаршие пруды                                     |                                                                                     |
| Куприн, Александр Иванович          | Писатель                                       | Конная площадь                                                                   |                                                                                     |
| Лавров, Вукол Михайлович            | Литератор, издатель журнала «Русская мысль»    | Скорбященский тупик                                                              |                                                                                     |
| Левитан, Исаак Ильич                | Художник                                       |                                                                                  | «Левитан бывал только в начале организации кружка; вскоре он заболел и умер».       |
| Миролюбов, Виктор Сергеевич         | Литератор, издательский деятель, оперный певец | Каланчевская площадь                                                             |                                                                                     |
| Митропольский, Иван Иванович        | Писатель, журналист                            | Средняя Пресня                                                                   |                                                                                     |
| Михеев, Василий Михайлович          | Писатель, драматург                            | Швивая горка, Потонувший колокол                                                 |                                                                                     |
| Острогорский, Виктор Петрович       | Педагог, литератор                             | Песочный переулок                                                                |                                                                                     |
| Первухин, Константин Константинович | Художник, фотограф                             |                                                                                  |                                                                                     |
| Рахманинов, Сергей Васильевич       | Композитор, пианист, дирижёр                   |                                                                                  |                                                                                     |
| Россинский, Владимир Илиодорович    | Художник                                       |                                                                                  |                                                                                     |
| Семёнов, Сергей Терентьевич         | Писатель                                       |                                                                                  |                                                                                     |
| Серафимович, Александр Серафимович  | Писатель, журналист, военный корреспондент     | Кудрино                                                                          |                                                                                     |
| Скиталец (С. Г. Петров)             | Писатель, поэт, музыкант-любитель              | Хамовники                                                                        |                                                                                     |
| Телешов, Николай Дмитриевич         | Писатель, поэт, издательский деятель, купец    | Угол Ленивки и Безымянного переулка, Угол Ленивки и Большого Денежного переулка, |                                                                                     |
| Тимковский, Николай Иванович        | Писатель, драматург                            | Кисловка, Зацепа                                                                 |                                                                                     |
| Тихомиров, Дмитрий Иванович         | Педагог, издательский деятель                  | Кривоколенный переулок, Красные ворота                                           |                                                                                     |
| Тихомирова, Елена Николаевна        | Издательница, писательница                     | Даев переулок                                                                    |                                                                                     |
| Фёдоров, Александр Митрофанович     | Поэт, писатель, драматург                      |                                                                                  |                                                                                     |
| Хитрово, Лев Аркадьевич             | Писатель                                       | Полтавские бани, Самотека                                                        |                                                                                     |
| Чехов, Антон Павлович               | Писатель, драматург, врач                      |                                                                                  | Чехову не смогли придумать прозвища, хотя он очень хотел, и писал об этом Телешову. |
| Чириков, Евгений Николаевич         | Писатель, драматург, публицист                 | Лобное место                                                                     |                                                                                     |
| Шаляпин, Фёдор Иванович             | Певец                                          | Разгуляй                                                                         |                                                                                     |
| Шанкс, Эмилия Яковлевна             | Художница                                      |                                                                                  |                                                                                     |
| Шулятиков, Владимир Михайлович      | Литературный критик, переводчик, публицист.    | Водопьяный переулок                                                              |                                                                                     |

## Адреса, по которым проходили собрания членов кружка
- Чистопрудный бульвар, д. 21, квартира Н. Д. Телешова (в 1899—1904 гг.).
- Чистопрудный бульвар, д. 23, квартира Н. Д. Телешова (с 1904 г.).
- Большая Молчановка, д. 11, квартира Е. П. Гославского.
- Большая Дмитровка, д. 15а, помещение Литературно-художественного кружка (с 1909 г.).
- Покровский бульвар, 16-18 строение 4-4а. Дом Телешова

## Библиографический курьёз
| |                                                                                            |
| Группа участников сред. Слева направо: С. Г. Скиталец, Л. Н. Андреев, М. Горький, Н. Д. Телешов, Шаляпин Ф. И., И. А. Бунин, Е. Н. Чириков, 1902 | Группа участников «Сред» Телешова. Подпись поясняет, что Е. Н. Чирикова действительно нет. |

В издании телешовских «Записок писателя», которое вышло в 1948 году, среди прочих портретов была помещена иллюстрация, воспроизводившая известный групповой портрет членов «Среды», относящийся к 1902 году. Её отличие от оригинального портрета состояло в том, что изображение Е. Н. Чирикова за спиной И. А. Бунина было тщательно заретушировано. По неизвестной причине исчезло лишь изображение Чирикова, хотя на том же самом снимке присутствовали другие эмигранты: Бунин и Шаляпин.